# Par in parem non habet imperium
Par in parem non habet imperium ist ein Rechtsgrundsatz, der besagt, dass Gleiche über Gleiche keine Macht haben. Er wird zuweilen auch als par in parem non habet iudicium (Ein Gleicher hat über einen Gleichen keine Gerichtsbarkeit) oder par in parem non habet iurisdictionem (Ein Gleicher hat über einen Gleichen keine Rechtsprechungsgewalt) zitiert.
Dieser Rechtsgrundsatz entstammt ursprünglich dem römischen Recht und findet sich bereits bei den antiken Juristen Ulpian (170–223) und Iulius Paulus (3. Jahrhundert). Er ist dann später auch in den unter Justinian I. erstellten Digesten (533) enthalten. Im Mittelalter wird er von Bartolus in seinem Werk Tractatus Represaliarum (1354) verwendet, dort steht er in der folgenden erweiterten Form: Non enim una civitas potest facere legem super alteram, quia par in parem non habet imperium. (Ein Staat kann nämlich über einen anderen kein Gesetz erlassen, weil Gleiche über Gleiche keine Macht haben.)
Der Rechtsgrundsatz findet vor allem im Völkerrecht Anwendung, dort ist er insbesondere für die Souveränität der Staaten bedeutsam, denn Art. 2 Nr. 1 der UN-Charta legt sich auf das Prinzip der souveränen Gleichheit der Staaten fest. Völkerrechtlich stehen alle Staaten – unabhängig von ihrer Größe und weltpolitischen Bedeutung – auf einer Ebene.